# Quai Henri IV
Der Quai Henri IV ist eine Straße entlang des Seineufers im 4. Arrondissement von Paris. Die Straße verläuft oberhalb der Anlegestelle Port Henri IV.

## Lage
Die Uferstraße beginnt als Einbahnstraße am Ende des Quai des Célestins (bei der Pont de Sully) und endet am Kanal, der das Bassin de l’Arsemal mit der Seine verbindet.

## Namensursprung
Der Kai wurde nach König Henri IV, König von Frankreich und Navarra, benannt.

## Geschichte
Die Straße wurde auf dem Gelände der Île Louviers erbaut und erhielt ihren Namen durch königlichen Erlass vom 5. August 1844.